# Волт Келлі
Волт Келлі (нар. 25 серпня 1913 — 18 жовтня 1973) — американський художник коміксів та карикатурист, найбільш відомий як автор політико-сатиричного газетного коміксу Пого в жанрі філософсько-політичної сатири.

## Юність
Волт Келлі народився в ірландсько-американській сім'ї в Філадельфії, штат Пенсільванія. Коли йому було два роки, сім'я переїхала в Бріджпорт, штат Конектикут. Після закінчення середньої школи у 1930 році Келлі працював на випадкових роботах, доки не влаштувався ведучим колонки кримінальних новин в газеті Bridgeport Post. Паралельно з роботою журналіста створив серію ілюстрацій за біографією уродженця Бріджпорту Тейлора Барнума. Тоді ж Волт Келлі подружився з художниками Мітоном Каніфф та Елем Кеппом.

## Робота на студії Діснея
У 1935 році він переїхав у Південну Каліфорнію та влаштувався на роботу у Walt Disney Studios художником з розкадрування. У 1939 році перейшов у відділ анімації. Келлі працював на студії Діснея до 1941 року та брав участь в створенні багатьох мультфільмів студії того часу («Білосніжка та сім гномів», «Дамбо», Фантазія та інші). Він покинув Діснея у 1941 році під час страйку художників-мультиплікаторів, не бажаючи підтримувати ту чи іншу сторону конфлікту.

## Комікси Делл
У 1940-і роки Келлі працював художником у видавництві коміксів Dell Comics. Початковою роботою Волта Келлі була серія коміксів за мотивами казок та дитячих лічилок, пов'язаних зі святкуванням Різдва та Великодня. До того ж Волт був не тільки художником, але і нерідко сценаристом своїх мальованих історій. Також Волт створив серію коміксів за мотивами гумористичних короткометражних фільмів «Пострелята». В той же період художник створив декілька коміксів, присвячених не дуже відомим за межами США дитячим персонажам — таким, наприклад, як Тряпічна Енні. Він оформлював обкладинки дитячих книг, журналів.
Стан здоров'я не дозволяв Волту Келлі служити в армії. Декілька разів його залучали для ілюстрування інструкцій армійського журналу Foreign Language Unit. У 1943 році художник придумав свого найбільш відомого персонажа — опосума Пого, комікси за участі якого вперше з'явилися в Animal Comics видавництва Dell.

## Пого
Після Другої світової війни він деякий час малював політичні карикатури для ряда газет, зокрема, у 1948—1949 роках працював в газеті New Star, яка недовго існувала, де 4 жовтня 1948 року вийшла перша окрема історія про Пого його авторства. У травні 1949 року, через чотири місяці після припинення існування газети, він придбав авторські права на своїх персонажів, що не було поширене в той час, і протягом 26 років придумував нові історії про Пого, направляв їх в різноманітні газети (спочатку в New York Post), які з огляду на величезну популярність комікса охоче їх купували.

## Творчий спадок
В останні роки життя тяжко хворів діабетом, переніс ампутацію ноги. Волт Келлі вважається одним з найбільших американських художників коміксів та карикатуристів XX століття. З 1954 по 1956 рік він був головою Національного товариства карикатуристів, також був першим художником коміксів, чиї роботи були включені у склад Бібліотеки Конгресу США. У 1951 та 1972 роках отримував премії від Національного товариства карикатуристів. Відомий також його конфлікт із сенатором-антикомуністом Джозефом Маккарті, який в його коміксі був сатирично зображений у вигляді персонажа Дж. Маларкі (англ. Simple J. Malarkey), антропоморфної рисі з дробовиком, схибленій на знищенні комуністів.